# Syzygium pulaiense
Syzygium pulaiense är en myrtenväxtart som beskrevs av Ian Mark Turner. Syzygium pulaiense ingår i släktet Syzygium och familjen myrtenväxter. IUCN kategoriserar arten globalt som starkt hotad. Inga underarter finns listade i Catalogue of Life.